# Mosannona
Mosannona là chi thực vật có hoa trong họ Annonaceae.

## Phân bố
Các loài trong chi này phân bố trong khu vực từ Mexico qua Trung Mỹ tới Nam Mỹ, cụ thể là trong các rừng mưa xung quanh dãy núi Andes.

## Các loài
- Mosannona costaricensis (R.E.Fr.) Chatrou, 1998
- Mosannona depressa (Baill.) Chatrou, 1998
- Mosannona discolor (R.E.Fr.) Chatrou, 1998
- Mosannona garwoodii Chatrou & Welzenis, 1998 (đồng nghĩa: Mosannona garwoodiae)
- Mosannona guatemalensis (Lundell) Chatrou, 1998
- Mosannona hypoglauca (Standl.) Chatrou, 1998
- Mosannona maculata Chatrou & Welzenis, 1998
- Mosannona pachiteae (D.R.Simpson) Chatrou, 1998
- Mosannona pacifica Chatrou, 1998
- Mosannona papillosa Chatrou, 1998
- Mosannona parva Chatrou, 1998
- Mosannona raimondii (Diels) Chatrou, 1998
- Mosannona vasquezii Chatrou, 1998
- Mosannona xanthochlora (Diels) Chatrou, 1998